# Palazzo Molina

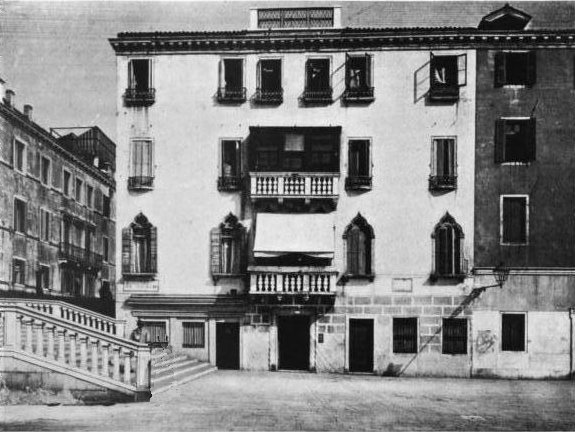
Facciata del Palazzo di Riva degli Schiavoni con la base del Ponte del Sepolcro a sinistra

Palazzo Molina o Palazzo delle Due Torri (Palazzo de Due Torri) o Palazzo Navager è un palazzo in stile gotico situato sulla Riva degli Schiavoni n. 4145 nel sestiere di Castello, Venezia, adiacente al Ponte del Sepolcro, precedentemente chiamato Ponte di Ca' Navager. È noto per essere stata la casa, per circa cinque anni, del poeta Francesco Petrarca.

## Storia
Il palazzo originariamente apparteneva alla famiglia Navager o Navagero; il loro scudo araldico è scolpito sul pozzo nel cortile interno, in alcuni terreni e case acquistati nel 1483 dai monaci di San Michele in Isola e Sant'Andrea d'Ammiana. Questo palazzo fu la dimora dello storico Andrea Navagero e di suo nipote omonimo Andrea (1483-1529), statista, poeta, storico e botanico di Venezia, che morì a Bles, mentre era ambasciatore in Francia.
Il Palazzo era rimasto di proprietà della famiglia fino a Pietro Navagero, morto nel 1743, l'ultimo discendente. L'area un tempo aveva un monastero del Sepolcro e un edificio con due torri.

## Casa del Petrarca
Il palazzo è anche noto come la Casa de Petrarca locale. È qui che la figlia di Petrarca, Francesca e suo marito Francescuolo da Brossano vissero con la loro famiglia insieme al famoso poeta nel 1362-1367.
L'idea di vivere a Venezia venne a Petrarca per la sua profonda ammirazione per la Serenissima che considerava il miracolo della civitas . Petrarca poteva inoltre contare su molti amici a Venezia, specialmente nella cancelleria . Un amico veneziano molto speciale di rango diplomatico era il Gran Cancelliere Benintendi de Ravagnani il quale aiutò a stabilire la donazione della Biblioteca di Petrarca  per la Biblioteca di San Marco, anche se molti di questi testi andarono persi.